# John Kendrick (żeglarz)
John Kendrick (ur. jako John Kenrick ok. 1740, zm. 1794) – amerykański żeglarz i odkrywca, uczestnik amerykańskiej wojny rewolucyjnej. Po jej zakończeniu, wraz ze swym podwładnym, Robertem Grayem brał udział w eksploracji północno-zachodnich wybrzeży Ameryki Północnej i zajmował się handlem futrami.

## Młodość
Kendrick urodził się około 1740 roku w miasteczku Harwich (obecnie część miasta Orleans w stanie Massachusetts). Według zapisów w archiwach Orleans jego nazwisko brzmiało początkowo Kenrick, a dopiero później dodano literę „d”. Pochodził z rodziny o marynarskich korzeniach. Jego ojciec, Solomon Kenrick, był wziętym żeglarzem, co niewątpliwie miało wpływ na pragnienie młodego Johna, by zostać kiedyś kapitanem. Jak większość młodych ludzi w tych czasach odebrał tylko podstawowe wykształcenie. W wieku 20 lat zaciągnął się na statek wielorybniczy, szkuner będący własnością kapitana Bangsa.
W roku 1762, w czasie wojny o kolonie amerykańskie Kendrick zaciągnął się do kompanii ochotniczej kapitana Jabeza Snowa. Jak większość mężczyzn zamieszkujących wówczas Cape Cod odsłużył jedynie obowiązkowe osiem miesięcy i zaciągu już nie powtórzył. Z lat 1762–1770 wiadomo o nim jedynie, że był właścicielem kilku statków handlowych i że poślubił Huldę Pease z wyspy Martha’s Vineyard.

## W wojnie o niepodległość
Kendrick był uczestnikiem protestu politycznego, jaki miał miejsce 16 grudnia 1773 roku, a do historii przeszedł pod nazwą „herbatki bostońskiej”. Gdy wybuchła wojna o niepodległość Stanów Zjednoczonych został, jako gorliwy patriota, dowódcą okrętu korsarskiego Fanny, jednej z jednostek tworzących Continental Navy. 26 maja 1777 roku otrzymał patent oficerski.
Fanny miała 18 dział i stuosobową załogę. W czasie wojny zagarnęła kilka jednostek brytyjskich zdobywając nieco pieniędzy i niezbędnego Amerykanom sprzętu wojennego. Część drewna z rozebranych statków brytyjskich posłużyła Kendrickowi do budowy domu w Wareham. W listopadzie 1779 roku jednostka Kendricka padła łupem brytyjskich okrętów HMS Brutus i HMS Little Brutus, a on sam dostał się do niewoli. Po rychłym uwolnieniu w ramach wymiany jeńców został dowódcą 16-działowej brygantyny Count d’Estaing, a później innej brygantyny – Marianne. W roku 1783, po zakończeniu wojny, Kendrick wrócił do wielorybnictwa i żeglugi przybrzeżnej.

## Wyprawa na zachód

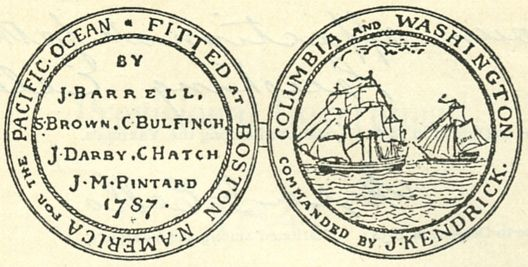
Medal wydany dla upamiętnienia podróży Kendricka i Graya

W roku 1787 syndykat bostoński kierowany przez kupca Josepha Barrella sfinansował ekspedycję na wody północnego Pacyfiku. W jej skład wchodził statek Columbia Rediviva i slup Lady Washington. Dowódcą większej Columbii i naczelnym wodzem wyprawy został 47-letni Kendrick, zaś 32-letni, jednooki Robert Gray, dostał Washington. Łączna liczba członków załóg obu jednostek nie przekraczała czterdziestu mężczyzn. Był wśród nich 19-letni Robert Haswell, jedyny członek załogi który prowadził własne zapiski z wyprawy (przetrwały do chwili obecnej). Drugim oficerem Columbii był 25-letni Joseph Ingraham, weteran Massachusetts State Navy i jeniec brytyjski w czasie rewolucji, później dowódca statku Hope, którym wyruszył w roku 1790 na morze by samodzielnie szukać szczęścia w handlu skórami i futrami. Najstarszym uczestnikiem wyprawy był Simeon Woodruff, który żeglował na pokładzie HMS Resolution z Jamesem Cookiem w jego trzeciej podróży dookoła świata.
Statki tzw. Columbia Expedition podniosły kotwice i opuściły Boston rankiem 1 października 1787 roku. 9 listopada dotarły do Wysp Zielonego Przylądka. Tam, po starciu z Kendrickiem, zszedł na ląd Simeon Woodruff. Po jakimś czasie skorzystał z oferty hiszpańskiego dowódcy statku i tak znalazł się na Maderze. Ostatecznie stary marynarz wrócił do Ameryki i do końca swych dni zamieszkiwał w Connecticut. Kendrick kazał postawić żagle 21 grudnia, a 16 lutego 1788 roku statki zakotwiczyły na Falklandach. W czasie rejsu narastał konflikt pomiędzy Kendrickiem a Haswellem, przyjacielem wysadzonego po drodze Woodruffa. W rezultacie Hasswell został zdegradowany, co pozwoliło Kendrickowi na awansowanie własnego syna, Johna Kendricka Juniora, który dotąd był czwartym oficerem na Columbii. Haswell ostatecznie został przeniesiony na Washington. Kendrick zamierzał przezimować na Atlantyku, ale 28 lutego dał się przekonać, by opuścić wyspy i pożeglować na Pacyfik. Zamiast wykorzystać Cieśninę Magellana postanowił ruszyć na południe, ku Antarktyce, a następnie na północny zachód, by opłynąć Przylądek Horn, ale tam, 1 kwietnia, w narastającym sztormie, statki straciły ze sobą kontakt, co dało wolną rękę kapitanowi Grayowi.
Kendrick przetrzymał sztorm, ale dwóch ludzi straciło życie, a statek odniósł uszkodzenia, co zmusiło kapitana do zatrzymania się na dłużej na wyspach Juan Fernández. Columbia pożeglowała w końcu dalej na północ i dotarła do Friendly Cove w Cieśninie Nootka, gdzie kilka tygodni wcześniej zakotwiczył Washington. Amerykanie spotkali na miejscu dwa statki brytyjskie. Była to część wyprawy odkrywczej, której przewodził John Meares: Iphigenia dowodzona przez Williama Douglasa i North West America Roberta Funtera. Sam Meares, na pokładzie swej flagowej jednostki Felice Adventurer, opuścił wody cieśniny wkrótce po przybyciu Graya, więc Kendrick nie miał okazji się z nim spotkać. 26 października 1788 roku statki brytyjskie podniosły żagle i udały się przez Hawaje do Chin.
Gdy tylko Brytyjczycy odpłynęli, Kendrick oznajmił, że amerykańska wyprawa przezimuje nad brzegami cieśniny. By wygrać współzawodnictwo z Brytyjczykami Amerykanie mieli zaprzyjaźnić się z Indianami z plemienia Nuu-chah-nulth i wykupić posiadane przez nich zapasy futer. W czasie długich zimowych miesięcy Kendrick nawiązał przyjazne stosunki z wodzami plemienia Nuu-chah-nulth, Maquinną i Wickaninnishim.
16 marca 1789 roku Kendrick wysłał Washington Graya w krótki rejs badawczy (w trakcie tej wyprawy Gray odkrył wejście do Cieśniny Juan de Fuca), a sam tymczasem poprowadził Columbię w głąb cieśniny Nootka, do zatoczki, którą nazwał Mawina, gdzie ufortyfikował niewielką wysepkę nazywając ją Fort Washington (dzisiejszy Kendrick Inlet). Uznał jednocześnie, że Columbia, ze względu na rozmiary, jest niezdatna do penetrowania gęstej sieci zatoczek i cieśnin północno-zachodniego wybrzeża Pacyfiku. Mniejszy, bardziej zwrotny Washington wydał mu się znacznie lepiej przystosowany do prowadzenia handlu z krajowcami, co potwierdził powrót Graya, który 22 kwietnia dostarczył znaczny ładunek skór wydr morskich.
Washington zaraz po powrocie zaczął być przygotowywany do następnej wyprawy. 2 maja Gray postawił żagle i ruszył na północ w poszukiwaniu futer. Opuszczając wody Cieśniny Nootka, Gray natknął się niespodziewanie na okręt hiszpański Princesa, którym dowodził Esteban José Martínez przybyły w celu ustanowienia panowania hiszpańskiego w regionie. Martínez grzecznie poinformował dowódcę Washingtona, że znajduje się na wodach terytorialnych Hiszpanii i domaga się poszanowania jej interesów. Gray pokazał mu dokumenty statku i paszport wystawiony w Bostonie, co miało tłumaczyć pobyt amerykańskiego statku na obcych wodach. Martínez zdawał sobie sprawę, że oficerowie Washingtona blefują, ale puścił ich wolno wiedząc, że statek dowódczy wyprawy, Columbia, utknął w głębi cieśniny.
Gdy 17 czerwca Gray wrócił do Cieśniny Nootka Sound cały region był już pod hiszpańską kontrolą, na brzegu wznosił się Fort San Miguel, a obok stały na kotwicy aresztowane brytyjskie statki Iphigenia i North West America. Po jakimś czasie Martínez pozwolił Iphigenii odpłynąć, ale zatrzymał North West America, podobnie jak trzeci brytyjski slup, Princess Royal. Przybycie flagowego statku brytyjskiej ekspedycji, slupa Argonaut pod dowództwem Jamesa Colnetta, jeszcze zaogniło kryzysową sytuację.
15 lipca Columbia i Washington Kendricka i Graya opuściły Cieśninę Nootka. Popłynęły na południe, do Zatoki Clayoquot, gdzie zatrzymały się na dwa tygodnie. Tam Kendrick zarządził zmianę dowództwa; Gray miał wziąć Columbię i popłynąć z ładunkiem skór do Chin, zaś Kendrick, na Washingtonie na północ. Kendrick zorientował się, że wraz z wyparciem Brytyjczyków przez Hiszpanów, przed Amerykanami staje ogromna szansa na wzbogaceniu się na handlu futrami na północno-zachodnim wybrzeżu. Cały ładunek futer został przeniesiony z Washingtona na Columbię, a załogi podzielono tak, że Kendrick otrzymał najbardziej doświadczonych żeglarzy. 30 lipca Gray postawił żagle Columbii i ruszył na południowy zachód, ku Hawajom i Chinom.
Przyczyna zamiany dowództw nie jest do końca znana; uważa się, że Kenrick uważał Washington, jako mniejszy, za jednostkę sposobniejszą do żeglugi wśród szkierów i wysp. Wiadomo jedynie, że Gray wrócił do Bostonu przez Kanton i Ocean Indyjski, i że później odbył kolejną wyprawę na pokładzie Columbii, co pozwoliło mu odkryć ujście rzeki Kolumbia na granicy współczesnych stanów Waszyngton i Oregon, której nadał nazwę swego statku.
Kendrick pożeglował natomiast na północ, wzdłuż wybrzeży Wyspy Vancouver. Prowadził handel z Haidami i ich wodzem, Koyahem. Pewnego dnia, gdy kotwiczył u brzegów wyspy Haida Gwaii, ze statku zniknęło kilka sztuk suszącej się odzieży. Kendrick aresztował Koyaha do czasu, aż skradzione przedmioty zostały zwrócone, a futra odsprzedane po cenie, jaką wyznaczył Kendrick. Koyah został zwolniony, ale czuł się głęboko urażony. Incydent ten miał się stać zaczynem nienawiści Haidów do „Boston Men” jak zaczęli nazywać Amerykanów.

## Na Dalekim Wschodzie
Następnie Kendrick pożeglował na Wyspy Sandwich (dzisiejsze Hawaje), po czym w styczniu 1790 roku dotarł do Makau. Tam spotkał ponownie Williama Douglasa, byłego dowódcę brytyjskiego statku Iphigenia, a obecnie amerykańskiego Grace. Po opuszczeniu Makau w marcu 1791 Kendrick i Douglas dopłynęli 6 maja do Japonii; byli prawdopodobnie pierwszymi Amerykanami, którzy mieli kontakt z Japończykami. Następnego dnia uderzył tajfun, co zmusiło Kendricka do szukania ratunku na wodach zatoki Kashinoura. Tam popadł niebawem w tarapaty, bowiem miejscowi kupcy zapewnili sobie opiekę samurajów. Ostatecznie Amerykanie opuścili Japonię 17 maja i pożeglowali ku grupie wysp, które nazwali Water Islands. Tam ich drogi się rozstały.
13 czerwca Kendrick powrócił na wyspę Haidów i zaczął handlować z krajowcami. Około pięćdziesięciu Indian, kobiet i mężczyzn, weszło na pokład, podczas gdy setka innych, w canoe, otaczała Washington. Gdy Kendrick wdał się w awanturę z jednym z członków załogi, gniew Koyaha, tlący się przez dwa lata, wybuchł gwałtownie. Haidowie zagarnęli skrzynię z bronią i opanowali pokład. Załoga schroniła się pod pokładem, gdzie zdołała się ponownie uzbroić. W gwałtownym starciu wódz Indian i amerykański kapitan odnieśli rany, a marynarze zaczęli strzelać do uciekających krajowców. Jedna z Indianek, zagrzewająca wojowników do walki, została poważnie ranna, a gdy wyskoczyła za burtę próbując dotrzeć wpław do brzegu została zastrzelona. Około czterdziestu Haidów (w tym żona i dwoje dzieci Koyaha) zginęło tego dnia; rany odniosło dwóch braci wodza i inny wódz imieniem Schulkinanse.
Kendrick opuścił natychmiast niegościnne brzegi i 12 lipca przybył do Cieśniny Nootka. Miejsce Martíneza zajął nowy gubernator hiszpański, ale stosunek do Amerykanów nie zmienił się. Pod koniec sierpnia Kendrick zbudował niewielki Fort Washington, a Gray, który również wrócił na północno-zachodnie wybrzeże, wzniósł Fort Defiance. Amerykanin nadal zajmował się handlem futrami, po czym wrócił w grudniu do Makau. Z powodu sporu z Rosjanami Chińczycy odmówili przyjęcia jego skór, ale Kendrick w końcu znalazł na nie nabywcę. Zła pogoda zatrzymała go w Makau do wiosny 1793 roku. W końcu pożeglował na wschód, a w październiku 1794 roku spotkał w Zatoce Clayoquot swego syna, Johna Kendricka Juniora, który dowodził hiszpańskim statkiem Aranzazú.

## Śmierć na Hawajach
11 grudnia 1794 roku Kendrick przybył do Zatoki Honolulu (Europejczycy nazywali ją wówczas Fair Haven). Kotwiczyły tam wówczas dwa statki brytyjskie: Jackal Williama Browna i Prince Lee Boo kapitana Gordona. Przypadek sprawił, że w tym samym czasie Kaeokulani, wódz Kauaʻi, najechał zbrojnie Oʻahu, napotykając nieznaczny tylko opór wojowników swego krewniaka, Kalanikūpule. Brown posłał z pomocą napadniętemu ośmiu ludzi i podoficera. Prawdopodobnie Kendrick również wysłał kilku ludzi, którzy wzięli udział w starciu nazwanym później bitwą pod Kalauao. Muszkiety marynarzy zmusiły wojowników Kaeo do wycofania w kierunku wzgórz otaczających Honolulu. W końcu uciekli do wąskiego wąwozu. Kaeo próbował uciec, ale ludzie Browna i Kendricka widzieli jego kolorowy ʻahuʻula, płaszcz z piór, a więc strzelali w jego kierunku z łodzi w zatoce, by w ten sposób wskazać jego miejsce wojownikom Kalanikūpule'a. Wojownicy z Oʻahu zabili Kaeo, wraz z nim jego żony i poślednich wodzów, a bitwa zakończyła się ostatecznym zwycięstwem Kalanikūpule.
Następnego dnia, 12 grudnia 1794 roku o godz. 10.00, bryg Kendricka oddał salwę honorową z trzynastu dział, na co tak samo odpowiedział Jackal. Jedno z dział brytyjskiego statku było przez pomyłkę załadowane kartaczami, a strzał trafił wprost w stół oficerski na pokładzie Washingtona zabijając kapitana Kendricka i kilku innych członków załogi. Ciała Kendricka i jego podwładnych zostały zabrane na brzeg i pochowane w zagajniku palmowym nad plażą. Stosowną modlitwę odmówił zastępca Kendricka, John Howel.

## Upamiętnienie
Imieniem Johna Kendricka nazwano Zatokę i Wyspy Kendricka u wybrzeży Alaski.